# Michael Caine
Sir Michael Caine (eredetileg Maurice Joseph Micklewhite, London, 1933. március 14. –) kétszeres Oscar-díjas, háromszoros Golden Globe-díjas angol színész, aki pályafutása alatt több mint száz filmben szerepelt. Oscar-díjjal először Woody Allen Hannah és nővérei (1986), majd Lasse Hallström az Árvák hercege (1999) című filmjében nyújtott alakításáért. 1964-ben a Zulu című nagyjátékfilmben debütált a mozivásznon és azóta számos nagy sikerű alakítás fűződik a nevéhez. Művészi érdemeinek elismeréseként 2000-ben II. Erzsébet brit királynő lovaggá ütötte.

## Élete

### A kezdetek
Caine már tizenöt éves korában abbahagyta az iskolát és előbb különböző fizikai munkákkal kereste a kenyerét, majd beállt katonának. Jó ideig szolgált a brit hadseregben, még Koreában is harcolt. Miután leszerelt, visszatért Angliába és gyerekkori nagy álmát akarta valóra váltani; hogy színész legyen. Színházban kezdett el dolgozni, ahol kisebb szerepekkel indult és szép fokozatosan haladt előre a ranglétrán. Hamar felismerte, hogy eredeti nevével, a Maurice Joseph Micklewhite Jr.-ral nem lehet sikeres színészi pályát befutni, így felvette a Michael Caine művésznevet a nagy sikerű Zendülés a Caine hadihajón (The Caine Mutiny) című film kapcsán.

### Az 1960-as évek
Az ötvenes évek végén és a hatvanas évek elején tucatnyi tévésorozatban tűnt fel, majd a kiugrást a Zulu (1964) című, a brit katonák hősiességét a zulu háborúban feldolgozó filmeposz jelentette számára. Az 1964-es Az Ipcress-ügyirat című filmért pályafutása első BAFTA-díj jelölését érdemelte ki. 1966-ban megkapta élete első főszerepét, amiben olyan szívtiprót alakított, aki alkalmi partnerét véletlenül teherbe ejti, s ezért elhagyja. Az Alfie című filmért rögtön Oscar-díjra is jelölték és még ugyanebben az esztendőben, A gyalogáldozat című filmmel az musical műfajában is kipróbálhatta magát. Jutalma Golden Globe-díj jelölés volt. Másodjára bújt Harry Palmer ügynök szerepébe az 1966-os, Temetés Berlinben című krimiben. Érdekesség, hogy ezt a karaktert egészen a kilencvenes évek közepéig jó néhányszor játssza még el. 1969-ben Az olasz meló (The Italian Job) című akcióvígjátékban szintén főszerepet játszott, de feltűnt az Angliai csata (Battle of Britain) című háborús filmben, olyan sztárgárdával, mint Laurence Olivier, Christopher Plummer vagy Susannah York. A '60-as évek végén a Michael Caine már jól csengő névnek számított a Szigetországban, de tengerentúli bemutatkozására még várnia kellett.

### Az 1970-es évek
A hetvenes éveket egy-két névtelen szerep után az Öld meg Cartert! (Get Carter) című akciófilmmel nyitotta Caine, s ennek már a producere is volt. 1972-ben szintén Laurence Olivier mellett játszott a Mesterdetektívben (Sleuth). Másodszorra is Oscarra jelölték, majd 1975-ben jött a nagy sikerű Aki király akart lenni (The Man Who Would Be King), Sean Connery oldalán. Egy évvel később ismét sikerfilmben szerepelt, A sas leszállt (The Eagle Has Landed) című háborús darabban, Robert Duvall és Donald Sutherland partnereként. Ez a szerep nagy ismertséget hozott a számára. 1977-ben újra háborús filmben vállalt feladatot, A híd túl messze van-ban (A Bridge Too Far). Ebben a kor férfisztárjainak gyakorlatilag mindegyike látható, ebből kifolyólag a siker sem maradt el. 1978-ban szerepet kapott Richard Chamberlain, Olivia de Havilland és Henry Fonda mellett a Rajzásban (The Swarm), de a film a nagy nevek ellenére az év egyik legnagyobb bukása lett. Egy évre rá ismét egy katasztrófafilmben tűnik fel, A Poszeidon kalandban, de ez az alkotás sem váltotta be a hozzá fűzött reményeket.

### Az 1980-as évek
A nyolcvanas éveket két nagyot bukott darabbal nyitotta; a Gyilkossághoz öltözve és a Rémségek szigete című filmekben Caine alulmúlta önmagát, csak Arany Málna díj jelölésekre futotta neki. 1981-ben Sylvester Stallone, Max von Sydow és Pelé partnere volt a Menekülés a győzelembe című amerikai háborús drámában. Az 1984-es év nagy szakmai elismerést hozott Caine számára, ui. a Rita többet akar – Szebb dalt énekelni (Educating Rita) című keserédes komédiában nyújtott alakításáért Golden Globe- és BAFTA-díjat kapott. Az Oscarra is nagy eséllyel pályázott, ám végül lemaradt róla. 1987-ben végül azt is megkapta, a legjobb férfi mellékszereplő kategóriában, Woody Allen filmjében, a Hannah és nővéreiben (Hannah and Her Sisters) nyújtott emlékezetes alakításáért. Legnagyobb filmes baklövését 1987-ben követte el, amikor is nevét adta a Cápa 4 (Jaws: The Revenge) című horrorhoz, ami a filmtörténelem egyik legnagyobb fiaskója lett. Egy évvel később azonban sokat javított színészi renoméján, mert olyan hitelesen játszott a Hasfelmetsző Jack (Jack the Ripper) című angol tévéfilmben, hogy jutalma újabb Golden Globe-szobor lett. Mi több, az évtized végén még egyszer jelölték a díjra, A Riviéra vadorzói (1989) című komédiában nyújtott játékáért.

### Az 1990-es évek
A kilencvenes éveket Caine egy vígjátékkal, a Telitalálattal (Bullseye) kezdte, Roger Moore társaként. 1993-ban ismét csorbát szenvedett karrierje, hiszen szerepelt a Steven Seagal által rendezett Lángoló jég című akciófilmben, amely a következő évben hatalmasat bukott. 1995-ben az Éjféli ügynök (Midnight in St. Petersburg) című kémfilmben bukkant fel, utoljára öltve magára az általa évtizedek óta játszott Harry Palmer karakterét. Két évvel később Jack Nicholson oldalán játszott A nyakék nyomában (Blood and Wine) című fekete komédiában. A film ugyan nem hozta el a várt sikert, Caine-t azonban díjjal jutalmazták a San Sebastián-i Nemzetközi Filmfesztiválon. 1997-ben előbb a Mandeláról készült tévéfilmben szerepelt, mint F.W. de Klerk, majd egy szintén televíziós filmben a Nemo kapitány és a víz alatti városban a címszereplőt keltette életre. 1998-ban a Little Voice-ban nyújtott alakításáért megkapta pályafutása eddigi utolsó Golden Globe-díját, de a BAFTA-díjra is nevezték. 1999-ben Lasse Hallström szerepet osztott rá az Árvák hercege (The Cider House Rules) című filmdrámában, amelyben szülészorvost formált meg nagy sikerrel, ismét nagy szakmai elismerést aratva; teljesítményét – immár másodjára – Oscar-díjjal jutalmazták.

### A 2000-es évek
2003-ban ismét nagyon közel volt az Oscarhoz, de csak a jelölésig jutott A csendes amerikai (The Quiet American) Graham Greene-adaptációnak köszönhetően. 2005-ben Christopher Nolan rendezővel dolgozott együtt Batman: Kezdődik!ben (Batman Begins), majd egy évvel később szintén Nolan osztott rá fontos feladatot A tökéletes trükkben (The Prestige), Christian Bale és Hugh Jackman társaként. 2007-ben Jude Law partnere volt a Mesterdetektív újrafeldolgozásában, de Kenneth Branagh rendezése nem tudta megközelíteni az eredeti, '72-es film sikerét. 2008-ban újra Alfred Pennyworth-öt alakította az óriási sikerű Batman folytatásban, A sötét lovagban.

### A 2010-es évek
2010-ben Christopher Nolan sci-fi thrillerjében, az Eredetben tűnt fel. 2012-ben ismét ő játszotta Alfred Pennyworth-öt a szintén Christopher Nolan által rendezett Batman-trilógia befejező darabjában, A sötét lovag – Felemelkedésben, és a Csillagok között-ből is ismerhetjük "Dr.Brand"-ként. 2012 ben az Utazas a Rejtelmes sziget c filmben alakitja az elveszett professzort.
Születési nevét 2016-ban az okmányellenőrzéseknél adódó félreértéseket elkerülendő, hivatalosan is Michael Caine-re változtatta.

## Válogatott filmográfia
- Zulu (1964)
- Az Ipcress ügyirat (1965)
- Alfie – Szívtelen szívtipró (1966)
- Temetés Berlinben (1966)
- A gyalogáldozat (1966)
- Egymilliárd dolláros agy (1967)
- Piszkos játék (1969)
- Az olasz meló (1969)
- Az angliai csata (1969)
- Megsemmisítését elrendelem (1970)
- Az utolsó völgy (1971)
- Öld meg Cartert! (1971)
- Máltát látni és meghalni (1972)
- A mesterdetektív (1972)
- X Y és Zee (1972)
- Aki király akart lenni (1975)
- A sas leszállt (1976)
- A híd túl messze van (1977)
- Rajzás (1978)
- Kaliforniai lakosztály (1978)
- Ashanti (1979)
- Rémségek szigete (1980)
- Gyilkossághoz öltözve (1980)
- A kéz (1981)
- Menekülés a győzelembe (1981)
- Halálcsapda (1982)
- Rita többet akar – Szebb dalt énekelni (1983)
- A hazárdőr (1983)
- Riói románc (1984)
- A Holcroft szövetség (1985)
- Hannah és nővérei (1986)
- Mona Lisa (1986)
- A negyedik záradék (1987)
- A Riviéra vadorzói (1988)
- Hasfelmetsző Jack (TV, 1988)
- Mr. Végzet (1990)
- Gyilkosságok varázsszóra (1990)
- Muppeték karácsonyi éneke (1992)
- Lángoló jég (1994)
- Pekingi kapcsolat (TV, 1995)
- A nyakék nyomában (1996)
- Éjféli ügynök (TV, 1996)
- Mandela és de Klerk (TV, 1997)
- Nemo kapitány és a víz alatti város (TV, 1997)
- Little Voice (1998)
- Árvák hercege (1999)
- Beépített szépség (2000)
- A csendes amerikai (2002)
- Austin Powers – Aranyszerszám (2002)
- Leharcolt oroszlánok (2003)
- Batman: Kezdődik! (2005)
- Földre szállt boszorkány (2005)
- Az időjós (2005)
- Az ember gyermeke  (2006)
- A tökéletes trükk (2006)
- Trükkös gyémántrablás (2007)
- Mesterdetektív (2007)
- A sötét lovag (2008)
- Van ott valaki? (2008)
- Harry Brown (2009)
- Eredet (2010)
- Verdák 2. (2011)
- A sötét lovag – Felemelkedés (2012)
- Mr. Morgan utolsó szerelme (2013)
- Szemfényvesztők (2013)
- Csillagok között (2014)
- Kingsman: A titkos szolgálat (2015)
- Ifjúság (2015)
- Vén rókák (2017)
- A tolvajok királya (2018)
- Tenet (2020)

## Díjak és jelölések

### Oscar-díj
- 2000 díj: legjobb férfi mellékszereplő – Árvák hercege (1999)
- 1987 díj: legjobb férfi mellékszereplő – Hannah és nővérei (1986)
- 2003 jelölés: legjobb férfi főszereplő – A csendes amerikai (2002)
- 1984 jelölés: legjobb férfi főszereplő – Rita többet akar: Szebb dalt énekelni (1983)
- 1973 jelölés: legjobb férfi főszereplő – Mesterdetektív (1972)
- 1967 jelölés: legjobb férfi főszereplő – Alfie – Szívtelen szívtipró (1966)

### Golden Globe-díj
- 1999 díj: legjobb férfi főszereplő (musical/vígjáték) – Little Voice (1998)
- 1989 díj: legjobb férfi főszereplő (minisorozat vagy tévéfilm) – Hasfelmetsző Jack (1988)
- 1984 díj: legjobb férfi főszereplő (musical/vígjáték) – Rita többet akar: Szebb dalt énekelni (1983)
- 2003 jelölés: legjobb férfi főszereplő (filmdráma) – A csendes amerikai (2002)
- 2000 jelölés: legjobb férfi mellékszereplő – Árvák hercege (1999)
- 1998 jelölés: Legjobb férfi mellékszereplő (televíziós sorozat, televíziós minisorozat vagy tévéfilm) – Mandella és de Klerk (1997)
- 1991 jelölés: legjobb férfi főszereplő (minisorozat vagy tévéfilm) – Dr. Jekyll és Mr. Hyde (1990)
- 1989 jelölés: legjobb férfi főszereplő (musical/vígjáték) – A Riviéra vadorzói (1988)
- 1987 jelölés: legjobb férfi mellékszereplő – Hannah és nővérei (1986)
- 1973 jelölés: legjobb férfi főszereplő (filmdráma) – Mesterdetektív (1972)
- 1967 jelölés: legjobb férfi főszereplő (musical/vígjáték) – A gyalogáldozat (1966)
- 1967 jelölés: legjobb férfi főszereplő (filmdráma) – Alfie – Szívtelen szívtipró (1966)

### BAFTA-díj
- 2000 díj: Életműdíj
- 1984 díj: legjobb férfi főszereplő – Rita többet akar – Szebb dalt énekelni (1983)
- 2003 jelölés: legjobb férfi főszereplő – A csendes amerikai (2002)
- 2000 jelölés: legjobb férfi mellékszereplő – Árvák hercege (1999)
- 1999 jelölés: legjobb férfi főszereplő – Little Voice (1998)
- 1987 jelölés: legjobb férfi mellékszereplő – Hannah és nővérei (1986)
- 1984 jelölés: legjobb férfi főszereplő – Tiszteletbeli konzul (1983)
- 1967 jelölés: legjobb férfi főszereplő – Alfie – Szívtelen szívtipró (1966)
- 1966 jelölés: legjobb férfi főszereplő – Az Ipcress-ügyirat (1965)

### Emmy-díj
- 1998 jelölés: legjobb férfi mellékszereplő (televíziós minisorozat vagy tévéfilm) – Mandella és de Klerk (1997)
- 1994 jelölés: legjobb férfi főszereplő (televíziós minisorozat vagy tévéfilm) – World War II: When Lions Roared (1993)
- 1991 jelölés: legjobb férfi főszereplő (televíziós minisorozat vagy tévéfilm) – Dr. Jekyll és Mr. Hyde (1990)

### Európai Filmdíj
- 2015 díj: legjobb európai színész – Ifjúság (2015)
- 2001 jelölés: legjobb európai színész – Végakarat (2001)

### San Sebastián-i Nemzetközi Filmfesztivál
- 2000 díj: Donostia-életműdíj
- 1996 díj: Ezüst Kagyló – A nyakék nyomában

## Fordítás
- Ez a szócikk részben vagy egészben  a   Michael Caine című angol Wikipédia-szócikk fordításán alapul.  Az eredeti cikk szerkesztőit annak laptörténete sorolja fel. Ez a jelzés csupán a megfogalmazás eredetét és a szerzői jogokat jelzi, nem szolgál a cikkben szereplő információk forrásmegjelöléseként.